# 賀来治綱
賀来 治綱 (かく はるつな、生没年不詳)は、大友親治の家臣。 柞原八幡宮の大宮司。 別名 賀来五郎左衛門。 父は賀来政綱。弟は賀来惟重。 子供は賀来鑑綱、賀来鎮光。 書状などの宛名では、賀来社大宮司。 柞原八幡宮の大宮司を賀来治綱から賀来鎮綱まで相続させる。 大友親治から重用されていた。